# Сантехники Белого дома
«Сантехники Белого дома» (англ. The White House Plumbers) — американский мини-сериал канала HBO в жанре политической драмы, основанный на романе Эгиля и Мэттью Крога. В главных ролях — Вуди Харрельсон, Джастин Теру, Донал Глисон и Лина Хиди. Премьера мини-сериала состоялась 1 мая 2023 года.

## Сюжет
Мини-сериал повествует о так называемых «сантехниках Белого дома» (англ. White House Plumbers) — группе оперативников, которым было поручено выявить правительственные источники «утечки» информации о национальной безопасности внешним сторонам и разработавшим планы уотергейтских краж и других тайных операций для администрации Ричарда Никсона.

## В ролях
- Вуди Харрельсон — Говард Хант
- Джастин Теру — Гордон Лидди
- Донал Глисон — Джон Дин
- Лина Хиди — Дороти Хант
- Кирнан Шипка — Кеван Хант
- Айк Баринхолц — Джеб Магрудер[англ.]
- Юл Васкес — Бернард Баркер[англ.]
- Дэвид Крамхолц — Уильям О. Биттман
- Рич Соммер — Эгиль Крог[англ.]
- Ким Коутс — Фрэнк Стерджис[англ.]
- Лиам Джеймс — Сент-Джон Хант
- Нельсон Асенсио[англ.] — Вирхилио Гонсалес
- Гэри Коул — Марк Фелт
- Тоби Хасс — Джеймс У. Маккорд-младший[англ.]
- Зои Левин — Лиза Хант
- Джон Кэрролл Линч — Джон Н. Митчелл
- Зак Орт — Альфред Си Болдуин III
- Тони Плана — Эухенио Мартинес
- Тре Райдер — Дэвид Хант
- Кэтлин Тернер — Дита Бирд
- Джуди Грир — Фрэн Лидди
- Корбин Бернсен — Ричард Кляйндинст
- Алексис Вальдес[англ.] — Фелипе де Диего

## Эпизоды
| № | Название                                                                   | Режиссёр     | Автор сценария            | Дата премьеры | Зрители в США (млн) |
| - | -------------------------------------------------------------------------- | ------------ | ------------------------- | ------------- | ------------------- |
| 1 | «Ограбление в Беверли-Хиллз» «The Beverly Hills Burglary»                  | Дэвид Мэндел | Алекс Грегори, Питер Хайк | 1 мая 2023    | 0,216               |
| 2 | «Пожалуйста, уничтожьте это, а?» «Please Destroy This, Huh?»               | Дэвид Мэндел | Алекс Грегори, Питер Хайк | 8 мая 2023    | 0,163               |
| 3 | «Не пейте виски в «Уотергейте»» «Don't Drink the Whiskey at the Watergate» | Дэвид Мэндел | Алекс Грегори, Питер Хайк | 15 мая 2023   | 0,195               |
| 4 | «Жена писателя» «The Writer's Wife»                                        | Дэвид Мэндел | Алекс Грегори, Питер Хайк | 22 мая 2023   | 0,172               |
| 5 | «Настоящие верующие» «True Believers»                                      | Дэвид Мэндел | Алекс Грегори, Питер Хайк | 29 мая 2023   | н/д                 |

## Производство

### Разработка
В декабре 2019 года телеканал HBO заказал разработку пятисерийного мини-сериала, исполнительными продюсерами которого стали Алекс Грегори, Питер Хайк, Дэвид Мэндел, Фрэнк Рич, Рубен Флейшер и Дэвид Бернард. Грегори и Хайк были назначены сценаристами, а Мэндел — режиссёром проекта.

### Подбор актёров
Одновременно с анонсом мини-сериала были названы двое актёров, утверждённых на главные роли: ими стали Вуди Харрельсон и Джастин Теру. В апреле 2021 года на другие главные роли были утверждены Донал Глисон и Лина Хиди. Месяц спустя к актёрскому составу мини-сериала присоединились Кирнан Шипка, Айк Баринхолц, Юл Васкес, Дэвид Крамхолц, Рич Соммер, Ким Коутс и Лиам Джеймс, а также Нельсон Асенсио, Гэри Коул, Тоби Хасс, Зои Левин, Джон Кэрролл Линч, Зак Орт, Тони Плана и Кэтлин Тернер. В июне 2021 года на одну из главных ролей была утверждена Джуди Грир. В июле 2021 года стало известно, что в мини-сериале также снимутся Корбин Бернсен и Алексис Вальдес.

### Съёмки
Съёмки начались 3 мая 2021 года. Они проходят в Покипси и Олбани (штат Нью-Йорк), Нью-Йорке, Вашингтоне и в Шарлотте-Амалие (Американские Виргинские Острова). 6 августа 2021 года стало известно, что производство мини-сериала было приостановлено в связи с расследованием «возможного непрофессионального поведения на съёмочной площадке». 12 августа съёмки были возобновлены после принятия дополнительных протоколов в связи с данным неуточнённым инцидентом.

### Премьера
Премьера мини-сериала состоялась 1 мая 2023 года.

## Восприятие
На сайте-агрегаторе Rotten Tomatoes рейтинг одобрения мини-сериала составляет 74 % со средней оценкой 6,2 (из 10 возможных) на основании 34 оценок критиков. Консенсус критиков сформулирован так: «„Сантехники Белого дома“ засорены своей чрезмерной приверженностью к реальной истории, но с такими привлекательными актёрами и исходным материалом, который страннее, чем вымысел, этот засор легко смывается». На сайте-агрегаторе Metacritic рейтинг мини-сериала составляет 60 баллов из 100 на основании 18 обзоров критиков, что соответствует «смешанным или средним обзорам».